# Awgusta Wladimirowna Mézières

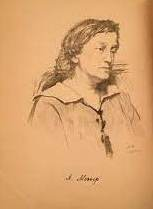
Awgusta Wladimirowna Mézières

Awgusta Wladimirowna Mézières (russisch Августа Владимировна Мезьер; * 13. Dezemberjul. / 25. Dezember 1862greg. in Zarskoje Selo; † 2. Juni 1935 in Leningrad) war eine russische bzw.  sowjetische Bibliografin.

## Leben
Mézières stammte aus einer Adelsfamilie und trat nach dem Mittelschulabschluss 1877 in St. Petersburg in das Smolny-Institut ein. Dort schloss sie die Ausbildung 1882 ab.
Darauf arbeitete Mézières als Übersetzerin aus dem Französischen und schrieb populärwissenschaftliche Artikel für Zeitschriften. Während der Cholera- und Diphtherie-Epidemie in Woronesch war sie 1893 Krankenschwester dort.
Ab 1895 arbeitete Mézières in der Bibliothek Lidija Terentjewna Rubakinas, Mutter des Bibliografen Nikolai Rubakin, und leitete ab 1898 das Bibliografie-Büro. Sie war an der Erstellung von Bibliothekskatalogen beteiligt. 
An der Smolensker Abendsonntagsschule für Arbeiterinnen unterrichtete Mézières von 1901 bis 1909.
Nach der Oktoberrevolution und dem Bürgerkrieg erstellte Mézières ein handbuchartiges Wörterbuch der Buchwissenschaft.
Mézières war Mitglied der Russischen Bibliologischen Gesellschaft seit 1914 und Mitglied der Russischen Bibliografischen Gesellschaft bei der Universität Moskau seit 1924.